# فرانک فریمن
فرانک فریمن (انگلیسی: Frank Freeman؛ ۱۸۶۱ – ۱۳ اکتبر ۱۹۴۹ (aged 88)) معمار اهل ایالات متحده آمریکا بود.